# Робертс Єкимовс
Робертс Єкимовс (латис. Roberts Jekimovs; народився 11 листопада 1989, Рига, Латвія) — латвійський хокеїст, нападник. Виступає за латвійський клуб «Курбадс», виступав у складі юніорської збірної Латвії (U-18) та молодіжної збірної Латвії (U-20).